# 刺客教條 (電影)
是一部2016年美國動作冒險片，由賈斯汀·克佐執導，比爾·克爾吉、亞當·庫珀與麥可·萊斯利編劇。改編自育碧軟件開發的遊戲《刺客教條系列》，且電影與遊戲存在於共同宇宙中。由麥可·法斯賓達、瑪莉詠·柯蒂亞、傑瑞米·艾恩斯、布蘭頓·葛利森、夏綠蒂·蘭普琳與迈克尔·K·威廉姆斯主演。
拍攝開始於2015年8月末，並定於2016年12月21日在北美上映。

## 劇情
2016年，死囚柯倫·林區透過阿布斯泰戈（Abstergo）科技公司察覺自己其實是刺客組織的後裔，他被迫參與測驗來進行深層記憶的探索，以便重溫15世紀末1492年祖先阿基拉闖盪西班牙宗教裁判所的經歷。林區在探索的過程中，必須獲得其知識和技能，以面對聖殿騎士團及存於現今的敵人。

## 演員
- 麥可·法斯賓達 飾 柯倫·林區／阿基拉·狄尼赫拉（Callum Lynch／Aguilar de Nehra）
- 瑪莉詠·柯蒂亞 飾 蘇菲亞·瑞克金（Sophia Rikkin）
- 傑瑞米·艾恩斯 飾 艾倫·瑞克金（Alan Rikkin）
- 布蘭頓·葛利森 飾 喬瑟夫·林區（Joseph Lynch）
- 夏綠蒂·蘭普琳 飾 艾倫·凱（Ellen Kaye）
- 迈克尔·K·威廉姆斯 飾 穆薩（Moussa）與巴蒂斯特（英语：List of Assassin's Creed characters#New Orleans, Louisiana）（Baptiste）
- 阿麗安·拉蓓 飾 瑪莉亞（Maria）
- 卡倫·透納 飾 奈森（Nathan）

## 製作

### 發展
起初於2011年10月，索尼影業正與育碧影業作《刺客教條》真人電影的最後談判，並公布將發行3D版。後來，索尼影業和育碧之間的談判被擱置，育碧高層希望保留掌控電影的自主開發權。而索尼仍可負責發行電影，但直到宣布編劇和導演，育碧表示不會恢復談判。10月，育碧透露電影將和New Regency二十世紀福斯共同製作並由他們發行。New Regency將資助電影部分製作，這為使育碧不必承擔太大的金融風險，但仍可參與創作。朱利安·巴羅內特還透露育碧希望隨著新遊戲推出而使電影發展成一個系列。
2013年1月，麥可·萊斯利被聘為編劇。同年5月，宣布電影將在2015年5月22日上映，後改為2015年6月19日。2013年6月，法蘭克·馬歇爾進入談判，與法斯賓達、康納爾·麥考恩一同擔任監製。7月，史考特·法蘭克透露他已重寫劇本。11月，上映日延至2015年8月17日。
2014年1月，執行製片人芬妮·帕尤的個人LinkedIn指出，電影將在2014年8月開拍。2014年4月，比爾·克爾吉和亞當·庫珀被聘來重寫劇本。截至4月底，賈斯汀·克佐正在進行執導本片的談判。
2014年9月，電影被延遲至2016年的一個未知日期，直到2015年1月才確定為2016年12月21日。2015年2月，該片已進入前期製作。2015年5月，法斯賓達宣布，拍攝將於9月進行。6月22日，馬歇爾對Movie News Guide指出，電影有些地方會和遊戲有所不同，但大致上兩者相距不遠。

### 選角
2012年7月，麥可·法斯賓達宣布將在片中參演，並透過常與監製康納爾·麥考恩的DMC電影公司來製作。育碧電影首席執行長尚-朱利安·巴羅內特表示，法斯賓達是片商擔任主演的首選。2014年6月，奧莉薇亞·孟恩表示有興趣參演。2015年2月，瑪莉詠·柯蒂亞加入了劇組。據報導，艾莉西亞·薇坎德正於5月談判出演，但後來她仍沒有加入本片。隔天，據透露，阿麗安·拉蓓加入飾演艾莉西亞·薇坎德原本在談判的角色。

### 拍攝
正式拍攝於2015年8月31日在馬爾他、倫敦和西班牙進行。電影直至2016年1月15日宣布殺青。

## 發行
2013年5月，《刺客教條》最初定於2016年5月22日在美國上映。後來經過多次更改才決定定於2016年12月21日上映。

### 評價
爛番茄基於215條評論，新鮮度18%，平均評分3.97／10；觀眾新鮮度為43%。Metacritic獲得36分，評價以負面居多。
據CinemaScore調查，觀眾的評價在A+至F間落於「B+」。觀眾和粉絲的評價比影評人好上許多。

### 票房
《刺客教條》北美於全美2902間電影院上映，票房原先預估前六天可達2500萬至3500萬美元。。然而，電影在12月20日口碑場的票房僅收入140萬美元，使當週六天預測下修至2200萬美元美國首映週末六天累計票房僅2250萬美元，位居當週第五，口碑不佳。

## 後續
2016年3月，負責該片合資的威望國際首席執行長楊麗貞表示，如果電影表現理想，New Regency就推出續集的打算。然而隨著電影商業表現不佳，以及受到迪士尼收購21世紀福斯等影響，所以續集計劃已經被取消。

## 外部連結
- 刺客教條的Instagram帳戶
- 刺客教條的Facebook專頁
- 刺客教條的X（前Twitter）
- 互联网电影数据库（IMDb）上《刺客教條》的资料（英文）
- Box Office Mojo上《刺客教條》的資料（英文）
- 爛番茄上《刺客教條》的資料（英文）
- Metacritic上《刺客教條》的資料（英文）
- AllMovie上《刺客教條》的资料（英文）
- 開眼電影網上《刺客教條》的資料（繁體中文）
- 时光网上《刺客教條》的資料（简体中文）
- 豆瓣电影上《刺客教條》的資料 （简体中文）